# Home (Depeche Mode)
Home is een nummer van de Britse synthpopband Depeche Mode uit 1997. Het is de derde single van hun negende studioalbum Ultra.
"Home" werd gezongen door gitarist Martin Gore, in plaats van leadzanger Dave Gahan. Het nummer, dat een melancholisch geluid kent, werd een hit in een aantal Europese landen. Zo werd in thuisland het Verenigd Koninkrijk een 23e plaats gehaald. In Nederland bereikte de plaat de 21e positie in de Tipparade, terwijl de Vlaamse Tipparade een 19e positie liet zien.